# Molophilus catamarcensis
Molophilus catamarcensis är en tvåvingeart som beskrevs av Alexander 1921. Molophilus catamarcensis ingår i släktet Molophilus och familjen småharkrankar. Inga underarter finns listade i Catalogue of Life.